# قصر المشاقي
قصر المشاقي يقع في مرج صانور وقد بناه الأمير المحلي الشيخ سليمان المشاقي وهو لقب للشيخ ابي بكر محمد بن سليمان مشاق المشاقي ولقب بمشاق لانه كان (يمتشق الرؤوس وذلك لشدة بطشه وحزمه) وقد كان شيخ جبال نابلس معجم البلدان واسس قصره وسجونه في قريه ياصيد قضاء نابلس سنه 780 وله قلاع وسجون حتى الآن وقام ببناء مسجد مازال يحمل اسمه حتى الآن ويعتبر من اقدم المساجد الموجوده في مدينه نابلس وقد قام اهالي القرية مجتمعين باعده ترميم المسجد وقد نتشر نسله في رام الله بيت عور التحتا وهو وشيخ مشايخ قرى بني زيد وبلغت سطوته مناطق الشمال مثل تل والقرى المحيطة بها في منطقة نابلس وجنين ويقال أنه هدم من قبل جيش إبراهيم باشا كما يقال أنه قصف من قبل جيش نابليون. المشاقي كان كما يروى أميرا صارما ومتحالفا مع الدولة المماليك ضد العثمانين وكما يقال أنه كان يثير الرعب في أهالي منطقة جنين حتى ساحل البحر الأبيض المتوسط ومما يقال أنه كان يربط أيادي المعتقلين بسيقان نبتة البطيخ (لبش البطيخ) ويبعثهم إلى سجنه وكانو من شدة الخوف لا يفكون وثاقهم رغم مشيهم لمسافة طويلة وحيدين حتى السجن.
وقد اتخذ من قرية ياصيد التي تقع إلى الشمال من مدينة نابلس مركزا له حيث يوجد فيها الكثير من آثاره مثل السجون والقصور.
وقضي عليه على يد أبناء ال جرار وعبد الهادي ليس هناك دليل واضح بان الاسم يعني مشق الرؤوس بل تنحدر اصول العائلة لقبائل مازالت تتواجد حتى الآن في نجران وجازان بالسعودية حيث ان الرويات تقول ان المشاقي خرج من السعودية سنه 760هجريا أي تقريبا والله اعلم بسبب خلاف عائلي حدث هناك بين أبناء العم كما يوجد للعائله اصول ثابته في جمهوريه مصر العربيه وهم يقطنون في المحلة الكبر وفي الجمهورية التونسيه في ضواحي العاصمة

## روابط خارجية
- القصور في فلسطين: قصور اثرية وتاريخية